# And did those feet in ancient time
And did those feet in ancient time ist ein Gedicht von William Blake aus dem Vorwort zu seinem Werk Milton (1804–1810). Heute ist es mit der Musik von Hubert Parry (1916) als die Hymne Jerusalem bekannt.
Es wird als Englands populärstes patriotisches Lied angesehen und unterschiedslos verbunden mit dem englischen und britischen Nationalismus, Antimodernismus, sozialistischen Ideen und dem Christentum. Das Gedicht wurde inspiriert von der Legende, Jesus Christus habe als junger Mann, begleitet von Josef von Arimathäa, Glastonbury besucht. Blakes Biographen berichten, der Dichter habe an die Legende geglaubt. Die Erwähnung der „finsteren satanischen Mühlen“ am Ende der zweiten Strophe, die als Bergbau-Fördertürme gedeutet werden können, werden in der Regel als Missbilligung der negativen Auswirkungen der Industriellen Revolution im England des 19. Jahrhunderts durch den Textdichter gelesen.

## Verwendung

### Als Vereins- und Nationalhymne
Jerusalem ist die offizielle Hymne des britischen Women’s Institute und wurde früher von der National Union of Suffrage Societies gesungen. Heute gehört es zum festen Repertoire der populären Londoner Last Night of the Proms. Auch während des Gottesdienstes anlässlich der Hochzeit von Prinz William und Catherine Middleton wurde das Lied gesungen.
Vor Cricket-Länderspielen in England wird Jerusalem seit 2003 als Nationalhymne gespielt (England hat im Unterschied zum Vereinigten Königreich keine eigene offizielle Hymne).
Seit 2010 wird die Hymne bei den Commonwealth Games als Nationalhymne Englands verwendet.

### Sonstige
In Folge 4 der ersten Staffel von Monty Python’s Flying Circus aus dem Jahr 1969 wird das Lied von Eric Idle, in Folge 8 von der ganzen Formation intoniert. 

Auf dem 1973 erschienenen Album Brain Salad Surgery der Progressive-Rock-Band Emerson, Lake & Palmer findet man eine Adaption der Hymne Jerusalem. Der Titel Glastonbury, Temple of The Stars aus dem 1980er Konzeptalbum Stonehenge der Progressive-Rock-Musiker Christopher Evans-Ironside und David Hanselmann interpretierte Blakes Gedicht als elegisch-psychedelische Hymne auf eindringliche Weise neu. Eine weitere Version befindet sich auf dem Album Chariots of Fire von Vangelis (1981, Filmmusik zum Film Die Stunde des Siegers). 

Auf dem Album Learning to Cope with Cowardice von Mark Stewart & The Maffia von 1983 findet sich eine Version des Stücks. Die Band Simple Minds veröffentlichte 1989 auf The Amsterdam E.P. eine Interpretation des Stückes.

Die Hymne wurde ebenfalls von Billy Bragg interpretiert (Blake’s Jerusalem auf dem Album The Internationale, 1990).

Eine weitere Adaption findet sich mit Jerusalem auf dem 1998er Solo-Album The Chemical Wedding des Iron-Maiden-Sängers Bruce Dickinson. Parodiert findet sich das Stück im Lied God Song der Punk-Band Bad Religion auf dem Album Against the Grain von 1990. 

Für die Beats-by-Dre-Kampagne The Game Starts Here zur Rugby-Union-Weltmeisterschaft 2015 in England schuf Jacob Collier ein Arrangement von Jerusalem, das vor jedem Meisterschaftsspiel im britischen Fernsehen ausgestrahlt wurde.

## Text und Übersetzung
| And did those feet in ancient time Walk upon England’s mountains green? And was the holy Lamb of God On England’s pleasant pastures seen?  | Und sind in alter Zeit jene Füße Auf Englands grünen Bergen gewandelt? Und ward das heilige Lamm Gottes Auf Englands lieblichen Weiden gesehen?                                   |
| And did the Countenance Divine Shine forth upon our clouded hills? And was Jerusalem builded here Among these dark Satanic mills?          | Und strahlte das göttliche Antlitz Hervor auf unseren umwölkten Hügeln? Und wurde Jerusalem hier erbaut Inmitten dieser dunklen teuflischen Mühlen?                               |
| Bring me my bow of burning gold: Bring me my arrows of desire: Bring me my spear: O clouds unfold! Bring me my chariot of fire.            | Bringt mir meinen Bogen aus brennendem Gold – Bringt mir meine Pfeile des Verlangens – Bringt mir meinen Speer: O ihr Wolken teilt euch! Bringt mir meinen Streitwagen aus Feuer. |
| I will not cease from mental fight, Nor shall my sword sleep in my hand Till we have built Jerusalem In England’s green and pleasant land. | Ich werde weder vom geistigen Kampf lassen Noch soll das Schwert in meiner Hand ruhen, Bis wir Jerusalem errichtet haben Auf Englands grünem und lieblichem Grund.                |